# 马尔
马尔（德語：Marl，發音：[maʁl] ⓘ）是德国北莱茵-威斯特法伦州明斯特行政区雷克灵豪森县的城市，位于鲁尔区北部，面积87.76平方千米，2023年12月31日人口为85,001人。

## 友好城市
马尔与以下城市结为友好城市：
- 法國 克雷伊（1975年）
- 以色列 海爾茲利亞（1981年）
- 德国 比特费尔德-沃尔芬（1990年）
- 英格兰 彭德尔（英语：Borough of Pendle）（1995年）
- 土耳其 庫沙達瑟（1999年）
- 匈牙利 佐洛埃格塞格（2000年）
- 波蘭 克羅斯諾（2015年）